# Tuchola (gmina)
Tuchola – gmina miejsko-wiejska w Polsce, w województwie kujawsko-pomorskim, w powiecie tucholskim. W latach 1975–1998 gmina administracyjnie należała do województwa bydgoskiego.
Siedzibą gminy jest Tuchola.
Według danych z 31 grudnia 2012 gminę zamieszkiwało 20 451 osób.

## Struktura powierzchni
Według danych z roku 2007 gmina Tuchola ma obszar 239,43 km², w tym:
- użytki rolne: 44,10%
- użytki leśne: 47,33%
- pozostałe grunty: 8,57%

Gmina stanowi 22,27% powierzchni powiatu.

## Ochrona przyrody
Na terenie gminy znajdują się 3 rezerwaty przyrody:
- część Rezerwatu przyrody Dolina Rzeki Brdy – krajobrazowy, chroni system przyrodniczy Brdy
- Rezerwat przyrody Jeziorka Kozie – torfowiskowy, chroni zarastające jeziora z wykształconą roślinnością torfowiska wysokiego
- Rezerwat przyrody Jezioro Zdręczno – wodny, chroni ekosystem jeziora etroficznego

## Demografia
Dane z 30 czerwca 2004:
| Opis                              | Ogółem | Ogółem | Kobiety | Kobiety | Mężczyźni | Mężczyźni |
| --------------------------------- | ------ | ------ | ------- | ------- | --------- | --------- |
| jednostka                         | osób   | %      | osób    | %       | osób      | %         |
| populacja                         | 20 068 | 100    | 10 248  | 51,1    | 9820      | 48,9      |
| gęstość zaludnienia (mieszk./km²) | 83,8   | 83,8   | 42,8    | 42,8    | 41        | 41        |

## Miejscowości

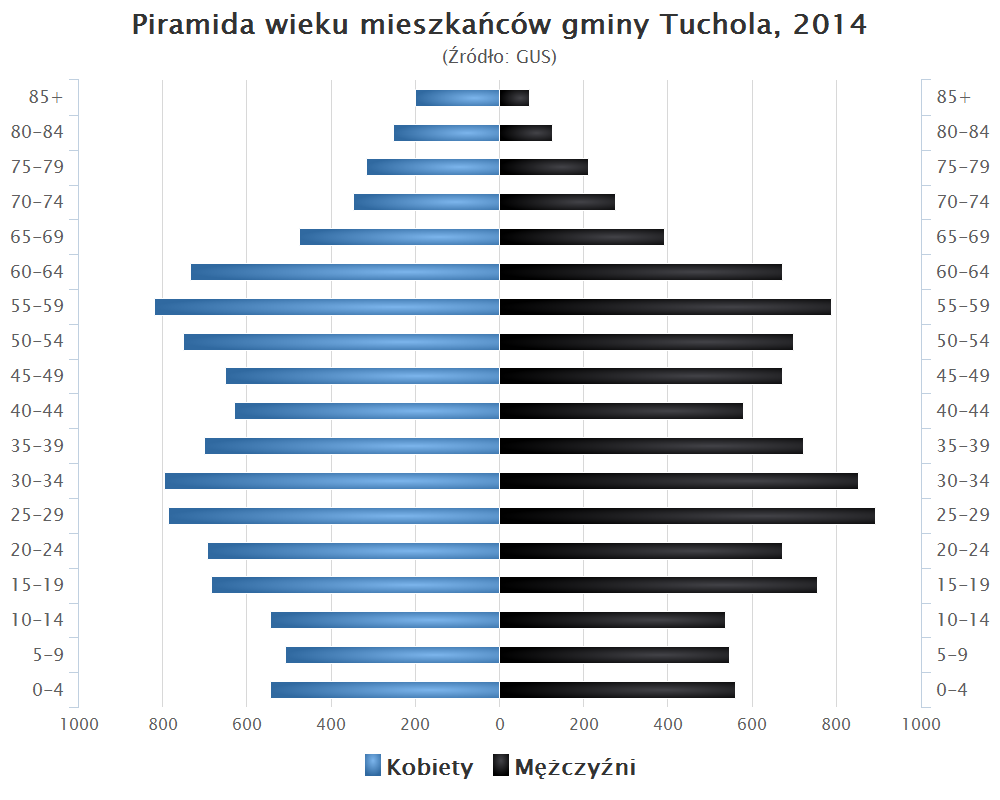
Piramida wieku mieszkańców gminy Tuchola w 2014 roku

| Tab. 1. Miejscowości podstawowe oraz ich integralne części w administracji gminy miejsko-wiejskiej Tuchola - obszar miasta | Tab. 1. Miejscowości podstawowe oraz ich integralne części w administracji gminy miejsko-wiejskiej Tuchola - obszar miasta | Tab. 1. Miejscowości podstawowe oraz ich integralne części w administracji gminy miejsko-wiejskiej Tuchola - obszar miasta | Tab. 1. Miejscowości podstawowe oraz ich integralne części w administracji gminy miejsko-wiejskiej Tuchola - obszar miasta | Tab. 1. Miejscowości podstawowe oraz ich integralne części w administracji gminy miejsko-wiejskiej Tuchola - obszar miasta |
| Identyfikator SIMC | Nazwa miejscowości | Rodzaj miejscowości | Miejscowość podstawowa | Położenie geograficzne |
| --- | --- | --- | --- | --- |
| 0929724 | Tuchola | miasto | | 53°35′18″N 17°51′42″E/53,588333 17,861667                                                                                  |
| 0929747 | Koślinka | część miasta | Tuchola | 53°35′44″N 17°50′57″E/53,595556 17,849167                                                                                  |
| 0929753 | Miejski Rów | część miasta | Tuchola | 53°35′36″N 17°53′10″E/53,593333 17,886111                                                                                  |
| 0929760 | Międzylesie | część miasta | Tuchola | 53°34′33″N 17°53′30″E/53,575833 17,891667                                                                                  |
| 0929776 | Nad Brdą | część miasta | Tuchola | 53°35′16″N 17°54′37″E/53,587778 17,910278                                                                                  |
| 0929799 | Piszczek | część miasta | Tuchola | 53°33′38″N 17°53′34″E/53,560556 17,892778                                                                                  |
| 0929807 | Plaskosz | część miasta | Tuchola | 53°35′48″N 17°54′18″E/53,596667 17,905000                                                                                  |
| 0929813 | Rudzki Most | część miasta | Tuchola | 53°34′11″N 17°53′39″E/53,569722 17,894167                                                                                  |

| Tab. 2. Miejscowości podstawowe oraz ich integralne części w administracji gminy miejsko-wiejskiej Tuchola - obszar wiejski                                                                                         | Tab. 2. Miejscowości podstawowe oraz ich integralne części w administracji gminy miejsko-wiejskiej Tuchola - obszar wiejski | Tab. 2. Miejscowości podstawowe oraz ich integralne części w administracji gminy miejsko-wiejskiej Tuchola - obszar wiejski | Tab. 2. Miejscowości podstawowe oraz ich integralne części w administracji gminy miejsko-wiejskiej Tuchola - obszar wiejski | Tab. 2. Miejscowości podstawowe oraz ich integralne części w administracji gminy miejsko-wiejskiej Tuchola - obszar wiejski |
| Identyfikator SIMC | Nazwa miejscowości | Rodzaj miejscowości | Miejscowość podstawowa | Położenie geograficzne |
| --- | --- | --- | --- | --- |
| 0098878 | Barłogi | kolonia | Rzepiczna | 53°42′53″N 17°58′40″E/53,714722 17,977778                                                                                   |
| 1031907 | Barłogi | osada leśna | Biała | 53°41′54″N 17°59′50″E/53,698333 17,997222                                                                                   |
| 0098460 | Biała | wieś | Klocek | 53°40′49″N 17°58′32″E/53,680278 17,975556                                                                                   |
| 0098482 | Białowieża | osada | Stobno | 53°37′38″N 17°49′42″E/53,627222 17,828333                                                                                   |
| 0098476 | Bielska Struga | kolonia | Biała | 53°39′31″N 17°58′39″E/53,658611 17,977500                                                                                   |
| 0098499 | Bladowo | wieś | | 53°35′46″N 17°49′01″E/53,596111 17,816944                                                                                   |
| 0098513 | Bladowo-Wybudowanie | przysiółek wsi | Bladowo | 53°36′59″N 17°49′10″E/53,616389 17,819444                                                                                   |
| 1037519 | Borki | przysiółek wsi | Raciąż | 53°39′53″N 17°49′35″E/53,664722 17,826389                                                                                   |
| 0098520 | Brody | kolonia | Legbąd | 53°42′22″N 17°56′30″E/53,706111 17,941667                                                                                   |
| 0098944 | Dąbrówka | osada | Wielka Komorza | 53°39′12″N 17°52′25″E/53,653333 17,873611                                                                                   |
| 0098648 | Dziekcz | osada | Klocek | 53°41′02″N 17°51′48″E/53,683889 17,863333                                                                                   |
| 0098714 | Fojutowo | kolonia | Łosiny | 53°43′35″N 17°54′07″E/53,726389 17,901944                                                                                   |
| 0098750 | Huby | część wsi | Mały Mędromierz | 53°33′11″N 17°50′02″E/53,553056 17,833889                                                                                   |
| 0098720 | Jaty | osada | Łosiny | 53°44′51″N 17°53′39″E/53,747500 17,894167                                                                                   |
| 0929730 | Jesionowo | część wsi | Kiełpin | 53°36′47″N 17°50′49″E/53,613056 17,846944                                                                                   |
| 0098559 | Kiełpin | wieś | | 53°37′26″N 17°52′53″E/53,623889 17,881389                                                                                   |
| 1037525 | Kiełpin-Wymysłowo | osada wsi | Kiełpin | 53°36′59″N 17°53′50″E/53,616389 17,897222                                                                                   |
| 0098619 | Klocek | wieś | | 53°41′30″N 17°56′24″E/53,691667 17,940000                                                                                   |
| 0098625 | Klocek-Wybudowanie | część wsi | Klocek | 53°41′29″N 17°55′15″E/53,691389 17,920833                                                                                   |
| 0098536 | Końskie Błota | osada | Legbąd | 53°42′43″N 17°54′21″E/53,711944 17,905833                                                                                   |
| 0098803 | Koślinka | kolonia | Legbąd | 53°43′33″N 17°58′31″E/53,725833 17,975278                                                                                   |
| 0098810 | Lasek | osada | Legbąd | 53°44′01″N 17°56′17″E/53,733611 17,938056                                                                                   |
| 0098683 | Legbąd | wieś | | 53°42′40″N 17°56′28″E/53,711111 17,941111                                                                                   |
| 0098690 | Lubierzyn | osada | Stobno | 53°38′38″N 17°47′21″E/53,643889 17,789167                                                                                   |
| 0098708 | Łosiny | wieś | | 53°44′28″N 17°55′48″E/53,741111 17,930000                                                                                   |
| 0098737 | Mała Komorza | wieś | Stobno | 53°38′47″N 17°51′36″E/53,646389 17,860000                                                                                   |
| 0098743 | Mały Mędromierz | wieś | | 53°33′57″N 17°48′42″E/53,565833 17,811667                                                                                   |
| 0098980 | Mrowiniec | osada | Raciąż | 53°41′10″N 17°45′57″E/53,686111 17,765833                                                                                   |
| 0098565 | Na Polach | przysiółek wsi | Kiełpin | 53°36′19″N 17°52′57″E/53,605278 17,882500                                                                                   |
| 0098507 | Nad Bladówkiem | przysiółek wsi | Bladowo | 53°35′53″N 17°47′48″E/53,598056 17,796667                                                                                   |
| 0098849 | Nadolna Karczma | wieś | Raciąż | 53°41′27″N 17°50′01″E/53,690833 17,833611                                                                                   |
| 0098855 | Nadolnik | osada | Raciąż | 53°41′08″N 17°50′10″E/53,685556 17,836111                                                                                   |
| 0098795 | Niwki | kolonia | Legbąd | 53°43′24″N 17°55′59″E/53,723333 17,933056                                                                                   |
| 0098766 | Nowa Tuchola | przysiółek wsi | Mały Mędromierz | 53°34′38″N 17°50′37″E/53,577222 17,843611                                                                                   |
| 0098915 | Pod Komorzą | przysiółek wsi | Stobno | 53°38′44″N 17°49′40″E/53,645556 17,827778                                                                                   |
| 0098571 | Pod Lasem | przysiółek wsi | Kiełpin | 53°37′58″N 17°53′55″E/53,632778 17,898611                                                                                   |
| 0999736 | Przy Szosie Bydgoskiej | część wsi | Mały Mędromierz | 53°34′09″N 17°51′39″E/53,569167 17,860833                                                                                   |
| 0098772 | Przy Szosie Sępoleńskiej | część wsi | Mały Mędromierz | 53°34′37″N 17°49′40″E/53,576944 17,827778                                                                                   |
| 0098973 | Raciąski Młyn | osada | Raciąż | 53°40′30″N 17°46′53″E/53,675000 17,781389                                                                                   |
| 0098826 | Raciąż | wieś | | 53°39′52″N 17°47′15″E/53,664444 17,787500                                                                                   |
| 0098542 | Radonek | osada | Legbąd | 53°42′13″N 17°57′23″E/53,703611 17,956389                                                                                   |
| 0098861 | Rzepiczna | wieś | | 53°43′00″N 18°00′38″E/53,716667 18,010556                                                                                   |
| 0098884 | Słupy | wieś | Bladowo | 53°34′42″N 17°46′36″E/53,578333 17,776667                                                                                   |
| 0098588 | Stegny | przysiółek wsi | Kiełpin | 53°37′29″N 17°53′44″E/53,624722 17,895556                                                                                   |
| 0098890 | Stobno | wieś | | 53°38′47″N 17°48′34″E/53,646389 17,809444                                                                                   |
| 0098909 | Stobno-Borki | przysiółek wsi | Stobno | 53°39′26″N 17°49′16″E/53,657222 17,821111                                                                                   |
| 0098921 | Tajwan | osada wsi | Stobno | 53°39′01″N 17°49′50″E/53,650278 17,830556                                                                                   |
| 0999759 | Trzcionek | przysiółek wsi | Kiełpin | 53°36′03″N 17°53′49″E/53,600833 17,896944                                                                                   |
| 0098938 | Wielka Komorza | wieś | | 53°38′53″N 17°53′06″E/53,648056 17,885000                                                                                   |
| 0098594 | Wiśniówka | przysiółek wsi | Kiełpin | 53°37′26″N 17°51′35″E/53,623889 17,859722                                                                                   |
| 0098950 | Woziwoda | osada | Klocek | 53°40′09″N 17°54′37″E/53,669167 17,910278                                                                                   |
| 0098602 | Wymysłowo | osada | Kiełpin | 53°36′24″N 17°54′59″E/53,606667 17,916389                                                                                   |
| 0098996 | Wysocki Młyn | osada | Raciąż | 53°40′46″N 17°46′17″E/53,679444 17,771389                                                                                   |
| 0098967 | Wysoka | osada | Raciąż | 53°40′13″N 17°44′51″E/53,670278 17,747500                                                                                   |
| 0098789 | Wysoka Wieś | część wsi | Mały Mędromierz | 53°33′38″N 17°50′57″E/53,560556 17,849167                                                                                   |
| 0098631 | Za Jeziorem | część wsi | Klocek | 53°41′18″N 17°56′12″E/53,688333 17,936667                                                                                   |
| 0098660 | Zielona Łąka | osada | Klocek | 53°39′25″N 17°56′29″E/53,656944 17,941389                                                                                   |
| 0098677 | Zielonka | osada leśna | Klocek | 53°39′40″N 17°56′05″E/53,661111 17,934722                                                                                   |
| Źródła: Państwowy Rejestr Nazw Geograficznych – miejscowości – format XLSX, Dane z państwowego rejestru nazw geograficznych – PRNG, Główny Urząd Geodezji i Kartografii, 1 stycznia 2025, Dz.U. z 2015 r. poz. 1636 | | | | |

## Drogi dojazdowe
Drogi dojazdowe do gminy:
- 25
- drogi wojewódzkie 237, 240, 241

## Zabytki

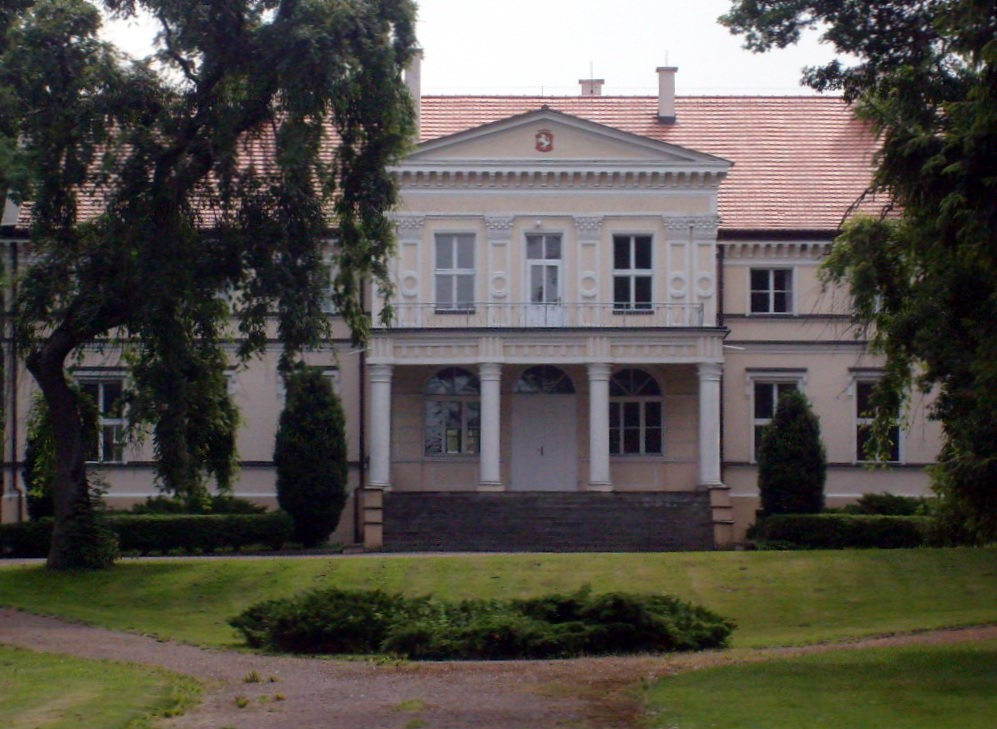
Pałac w Małej Komorzy.

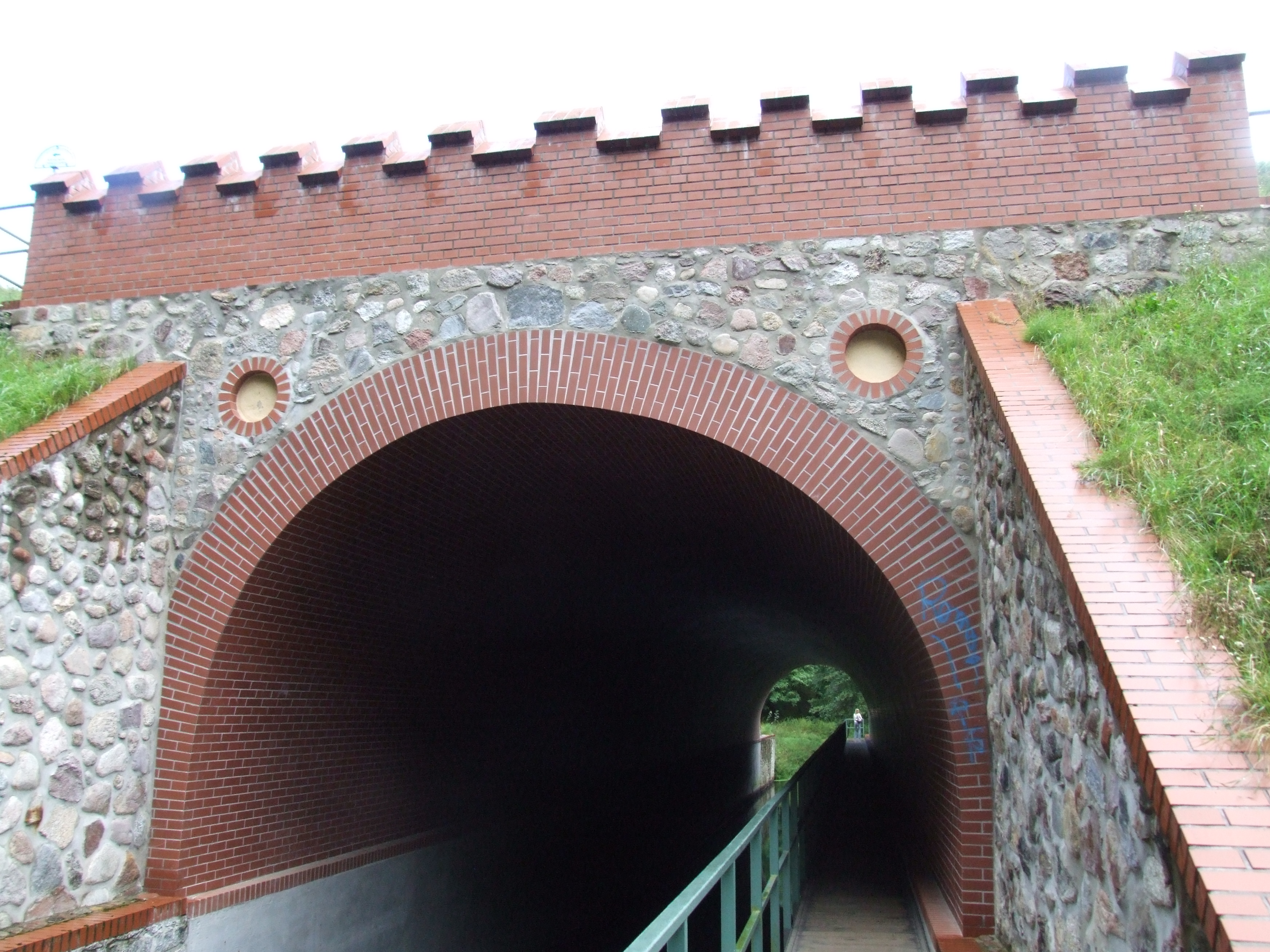
Akwedukt w Fojutowie.

Wykaz zarejestrowanych zabytków nieruchomych na terenie gminy:
- zespół kościelny pod wezwaniem św. Jana Nepomucena w Dąbrówce, obejmujący: szachulcowy kościół filialny z XVIII w.; kaplicę grobową rodziny Janta-Połczyńskich; cmentarz przykościelny, nr A/861/1-3 z 14.11.1994 roku
- dwór z pierwszej połowy XIX w. w Dąbrówce, nr A/239/1 z 23.05.1989 roku
- zespół dworski z połowy XIX w. w Kiełpinie, obejmujący: dwór; park, nr 160/A z 05.06.1985 roku
- akwedukt na kanale Brdy (Legbąd - Fojutowo) z lat 1847-1848 w miejscowości Fojutowo, nr A/427/1 z 21.10.1994 roku
- zespół pałacowy z połowy XIX w. w Małej Komorzy, obejmujący: odbudowany pałac; park, nr 161/A z 15.01.1985 roku
- zespół kościelno-cmentarny z drugiej połowy XIX w. w Raciążu, obejmujący: kościół cmentarny, obecnie parafii pod wezwaniem Świętej Trójcy z lat 1862-1866; cmentarz grzebalny; mauzoleum rodziny Janta-Połczyńskich z XIX/XX w.; ogrodzenie z bramą, nr A/834/1-4 z 31.12.1997 roku
- dzielnica Starego Miasta Tucholi z XIII w., nr 374 z 30.09.1957 roku
- zbór ewangelicki, obecnie kościół rzymskokatolicki parafii pod wezwaniem św. Jakuba Apostoła z lat 1837-1838 w Tucholi, nr A/830/1 z 26.11.1996 roku
- cmentarz rzymskokatolicki z połowy XIX w. przy ul. Świeckiej w Tucholi, nr A/1037 z 29.04.1993 roku
- cmentarz jeniecki z lat 1920-1921 przy ul. Świeckiej w Tucholi, nr A/446/1 z 15.05.1995 roku
- cmentarz jeniecki z okresu I wojny światowej, przy ul. Towarowej 1 w Tucholi, nr A/445/1 z 13.05.1995 roku
- fragmenty murów obronnych z XIV-XV w. w Tucholi, nr 426 z 04.02.1960 roku
- dwór, obecnie siedziba Domu Pomocy Społecznej z XVIII/XIX w. w Wysokiej, nr 100/A z 18.12.1981 roku.

## Wsie sołeckie
Białowieża, Bladowo, Kiełpin, Klocek, Legbąd, Mała Komorza, Mały Mędromierz, Raciąż, Rzepiczna, Stobno, Białowieża

Niestandaryzowanymi częściami miasta są: 
Osiedle Adama Mickiewicza, Osiedle Czarna Droga, Osiedle Leśne, Osiedle Mikołaja Kopernika, Osiedle Piastowskie, Osiedle Przemysłowe, Stare Miasto.

## Sąsiednie gminy
Cekcyn, Chojnice, Czersk, Gostycyn, Kęsowo, Śliwice